# Лагутин, Павел Филиппович
Павел Филиппович Лагутин (27 января 1896, с. Калянинское, Рязанская губерния — 31 января 1975, Москва) — советский военный деятель, генерал-лейтенант (1944 год), участник Великой Отечественной войны.

## Начальная биография
Павел Филиппович Лагутин родился 27 января 1896 года в селе Калянинское ныне Луховицкого района Московской области.

## Военная служба

### Первая мировая и гражданская войны
В августе 1915 года был призван в ряды Русской императорской армии, после чего, находясь на должности командира взвода, принимал участие в боевых действиях на Западном фронте. В декабре 1917 года в чине фельдфебель был демобилизован из рядов армии.
В октябре 1918 года вступил в ряды РККА, после чего был назначен на должность старшины 9-го запасного батальона, дислоцированного в Рязани, в октябре 1919 года — на должность командира взвода 492-го стрелкового полка (56-я стрелковая дивизия, 7-я армия, Северный фронт). Принимал участие в боевых действиях в районе Ямбурга против войск под командованием генерала Н. Н. Юденича.
В декабре был направлен на учёбу на повторные курсы комсостава РККА при штабе 7-й армии, а в мае 1920 года — на учёбу в Высшую стрелковую школу «Выстрел». В октябре был назначен на должность командира роты 2-го стрелкового полка (сводная Украинская курсантская дивизия), после чего принимал участие в боевых действиях на Южном фронте против войск под командованием генерала П. Н. Врангеля.

### Межвоенное время
После окончания боевых действий продолжил учёбу в тактико-стрелковой школе, после окончания которой в августе был направлен служить в 24-ю Омскую пехотную школу РККА, где служил на должностях командира роты, заведующего стрелковым классом и преподавателя, командира батальона.
В сентябре 1926 года был вновь направлен на учёбу на Стрелково-тактические курсы «Выстрел», после окончания которых в августе 1927 года был назначен на должность помощника командира, затем — на должность командира 62-го стрелкового полка (21-я стрелковая дивизия, Сибирский военный округ), в октябре 1930 года — на должность командира и комиссара 2-го Кавказского горнострелкового полка (1-я Кавказская горнострелковая дивизия, Отдельная Кавказская армия), а в сентябре 1937 года — на должность начальника отдела по комначсоставу штаба Закавказского военного округа.
С августа 1938 года Лагутин находился в распоряжении Управления по комначсоставу РККА и в январе 1940 года был назначен на должность начальника курса основного факультета Военной академии имени М. В. Фрунзе.

### Великая Отечественная война
В июле 1941 года был назначен на должность командира 293-й стрелковой дивизии, формировавшейся в Харьковском военном округе, а затем ведшей оборонительные боевые действия севернее Конотопа, однако вскоре дивизии пришлось отступать. В начале декабря дивизия вела оборонительные боевые действия на рубеже р. Тим северо-восточнее пгт Тим, с конца декабря по февраль 1942 года участвовала в боевых действиях на курском и белгородском направлениях, а с апреля занимала оборону восточнее Белгорода на р. Северский Донец. Вскоре дивизия под командованием Лагутина участвовала в ходе Харьковской операции, а с июля — в Сталинградской битве, во время которой обороняла левый берег Дона.
С 19 ноября по декабрь 1942 года дивизия П. Ф. Лагутина наступала в ходе операции «Уран» севернее Сталинграда. Совместно с другими дивизиями 21-й армии Юго-Западного фронта дивизия прорвалась в глубину оборону противника 3-й румынской армии и внесла больший вклад в окружение в районе станицы Клетской и в последующий стремительный разгром окруженных румынских войск противника. Две основные окруженные румынские группировки во главе с дивизионным генералом М. Ласкаром и бригадным генералом Стэнеску капитулировали 23 и 24 ноября, число пленных в них составляло около 29 000 солдат и офицеров .
В январе 1943 года был назначен на должность заместителя командующего войсками 21-й армии. За боевые отличия и высокое воинское мастерство личного состава 21-я армия в апреле была преобразована в 6-ю гвардейскую армию. С 31 июля по 8 августа Лагутин исполнял должность командира 23-го гвардейского стрелкового корпуса, который принимал участие в ходе боевых действий во время Белгородско-Харьковской наступательной операции. 3 ноября был ранен в бою и эвакуирован в госпиталь. После выздоровления в апреле 1944 года был вновь назначен на должность заместителя командующего 6-й гвардейской армией, которая принимала участие в Белорусской, Шяуляйской, Рижской и Мемельской наступательных операциях, а затем вела боевые действия на Курляндском полуострове. С 7 по 26 мая 1945 года исполнял должность командира 22-го гвардейского стрелкового корпуса.
В июле генерал-лейтенант Лагутин был назначен на должность заместителя командующего войсками 25-й армии (1-й Дальневосточный фронт), которая в августе приняла участие в Харбино-Гиринской наступательной операции.

### Послевоенная карьера
После окончания войны находился на прежней должности.
После окончания в мае 1950 года высших академических курсов при Высшей военной академии имени К. Е. Ворошилова был назначен на должность старшего преподавателя этой же академии.
Генерал-лейтенант Павел Филиппович Лагутин в феврале 1953 года вышел в запас. Умер 31 января 1975 года в Москве. Похоронен на Даниловском кладбище.

## Награды
- Орден Ленина;
- Пять орденов Красного Знамени;
- Орден Суворова 2 степени;
- Орден Отечественной войны 1 степени;
- Два ордена Красной Звезды;.